# Sunchu Tambo
Sunchu Tambo ist eine Ortschaft im Departamento Chuquisaca im südamerikanischen Andenstaat Bolivien.

## Lage
Sunchu Tambo liegt in der Provinz Nor Cinti und ist die zweitgrößte Ortschaft des Cantón Ajchilla im Municipio San Lucas. Die Ortschaft liegt auf einer Höhe von 2605 m oberhalb des rechten, südwestlichen Ufers des Río Ajchilla, der sich flussabwärts mit dem Río Condoriri zum Río Santa Elena vereinigt, einem Zufluss zum Río Pilcomayo.

## Geographie
Sunchu Tambo liegt an den südwestlichen Ausläufern der bolivianischen Cordillera Central, zwischen dem Altiplano im Westen und dem bolivianischen Tiefland im Osten. Das Klima ist ein kühl-gemäßigtes Höhenklima mit typischem Tageszeitenklima, bei dem die mittleren Temperaturunterschiede im Tagesverlauf stärker schwanken als im Jahresverlauf.
Die Jahresdurchschnittstemperatur in dem Landkreis liegt bei etwa 15 °C (siehe Klimadiagramm San Lucas), die Monatsdurchschnittswerte schwanken zwischen knapp 12 °C im Juni/Juli und 17 °C von November bis März. Der Jahresniederschlag beträgt 430 mm und weist sieben aride Monate von April bis Oktober mit Monatswerten unter 20 mm auf, nennenswerte Monatsniederschläge fallen nur von Dezember bis Februar mit Werten von je 80 bis 90 mm.

## Verkehrsnetz
Sunchu Tambo liegt in einer Entfernung von 347 Straßenkilometern südlich von Sucre, der Hauptstadt des Departamentos.
Durch Sucre führt die 898 Kilometer lange Nationalstraße Ruta 5, die von der Cordillera Oriental quer über den Altiplano zur chilenischen Grenze führt. Von Sucre aus führt die Straße 169 Kilometer in südwestlicher Richtung nach Potosí, wo sie auf die nord-südlich verlaufende Ruta 1 trifft. Von dort sind es auf der Ruta 1 noch einmal 122 Kilometer bis nach Padcoyo. Von dort führt eine nach Osten verlaufende unbefestigte Landstraße über Ocurí und Cinteño Tambo weiter nach Palacio Tambo und Laja Khasa.
Bei Palacio Tambo zweigt eine Nebenstraße in südöstlicher Richtung ab, durchquert nach siebeneinhalb Kilometern den Río Churqui, verläuft dann weitere sechs Kilometer nach Westen, durchquert den Río Cebada Cancha, folgt dem Flusslauf weitere zweieinhalb Kilometer nach Süden und führt dann in südöstlicher Richtung über noch einmal sechzehn Kilometer nach Sunchu Tambo.

## Bevölkerung
Die Einwohnerzahl der Ortschaft ist in dem Jahrzehnt zwischen den beiden letzten Volkszählungen um etwa ein Fünftel angestiegen:
| Jahr | Einwohner         | Quelle       |
| ---- | ----------------- | ------------ |
| 1992 | keine Detaildaten | Volkszählung |
| 2001 | 292               | Volkszählung |
| 2012 | 342               | Volkszählung |
| 2024 |                   | Volkszählung |

Die Region weist einen hohen Anteil an Quechua-Bevölkerung auf, im Municipio San Lucas sprechen 98,6 Prozent der Bevölkerung Quechua.